# Nicky Crane
Nicola Vincenzo «Nicky» Crane (Bexley, Kent,  21 de mayo de 1958 - Paddington, Londres, 8 de diciembre de 1993) fue un activista neonazi inglés. Se declaró gay antes de morir de una enfermedad relacionada con el sida en 1993.

## Neonazismo
Nicky Crane se unió al Movimiento Británico (BM) a fines de la década de 1970 y, en 1980, se había convertido en el organizador de la facción del condado de Kent. En 1980, atacó a una familia negra en una parada de autobús cerca de la estación de Liverpool Street. Por este hecho, fue condenado por pelear ilegalmente y reñir, y se le impuso una sentencia condicional. Crane apareció en varias camisetas y calendarios producidos por la tienda de cabezas rapadas de Aldgate The Last Resort durante la década de 1980. En 1981, apareció en la portada del álbum recopilatorio del género musical Oi! titulado Strength Thru Oi! (debido a su apariencia de cabeza rapada, no a sus puntos de vista racistas), con sus tatuajes nazis parcialmente retocados.
Garry Bushell, quien eligió la imagen, dijo más tarde:

«Tenía una tarjeta de Navidad en la pared con la imagen de la portada de Strength Thru Oi!, pero se veía borrosa. Honestamente, con la mano en el corazón, pensé que era un fotograma de The Wanderers. Solo cuando me llegó el álbum para aprobar el material gráfico vi sus tatuajes. Por supuesto, si no hubiera estado impaciente, habría dicho: vale, a la mierda con esto, vamos a crear algo completamente diferente. En cambio, retocamos los tatuajes con aerógrafo. Hubo dos errores, ambos míos».

El álbum fue «retirado apresuradamente» por Decca Records cuando la identidad de Crane y sus condenas anteriores se hicieron públicas, y desde entonces se ha vuelto muy coleccionable.
También en 1981, Crane fue declarado culpable y encarcelado durante cuatro años por su papel en un ataque organizado por BM contra un grupo de jóvenes negros que llegaban en un tren a la estación de tren de Woolwich Arsenal en 1980. Una vez dirigió un ataque contra un concierto antirracista que se celebraba en Jubilee Gardens en Londres. Fotografías de él irrumpiendo en el escenario donde actuaba el cantante Hank Wangford aparecieron en periódicos nacionales; aunque Crane era claramente identificable, no se tomó ninguna medida.[cita requerida] Liberado de la cárcel en 1984, Crane pronto comenzó a brindar seguridad a la banda white power skinhead Skrewdriver, y permaneció asociado con la banda y su líder, Ian Stuart Donaldson, para el resto de la década, diseñando dos de sus portadas de álbumes y escribiendo la letra de la canción Justice en el LP Hail the New Dawn. Fue encarcelado nuevamente en 1986 durante seis meses tras una pelea en un tren subterráneo. En 1987, jugó un papel decisivo en la creación de la red neonazi Blood & Honor con Donaldson.

## Homosexualidad
Crane llevaba una doble vida como homosexual, e incluso asistió a la marcha del orgullo gay de Londres en 1986. Era un habitual en clubes gay de Londres como Heaven, Bolts y el pub Bell. En varias ocasiones, Crane había trabajado como basurero, mensajero en bicicleta y portero en un club de sadomasoquismo. Trabajó para la agencia de protección Gentle Touch, medio que le sirvió para evitar ser relacionado con cualquier conexión con la escena gay de Londres, considerándola simplemente parte de su trabajo de seguridad. También apareció en el video musical de Psychic TV para Unclean, y en películas de porno gay amateur cuando todavía era un activista neonazi.
En 1992, Crane admitió su homosexualidad en un segmento del programa de la revista Channel 4 Out titulado Skin Complex. En el programa, transmitido el 29 de julio de 1992, Crane y varios otros homosexuales explicaron por qué se sentían atraídos por la escena de los cabezas rapadas. Inmediatamente fue repudiado por sus asociados nazis, incluido Ian Stuart Donaldson, quien dijo: «Me siento más traicionado por él que por cualquier otra persona. Simplemente demuestra que el nacionalismo y la homosexualidad no encajan, porque el nacionalismo es una verdadera causa y la homosexualidad es una perversión». El mismo mes, el periódico británico The Sun publicó un artículo sobre él titulado «Nazi Nick es un Panzi», e incluía una foto de Crane con la cara gruñendo a la cámara, la cabeza rapada y los aparatos ortopédicos sobre su torso desnudo, jeans descoloridos, botas con cordones blancos y blandiendo un hacha. Crane murió de una enfermedad relacionada con el SIDA dieciocho meses después.
La homosexualidad de Crane es un tema central de la novela de 2010 de Max Schaefer, Children of the Sun, que sigue a James, un guionista en ciernes en 2003 que se obsesiona con el fallecido Crane.